# Provincia geológica
| Corteza oceánica (según su edad) 0-20 Ma 20-65 Ma >65 Ma | Corteza continental Escudos o cratones antiguos Plataformas (escudos con cobertera sedimentaria) Cadenas orogénicas Cuencas tecto-sedimentarias Provincias ígneas Corteza adelgazada (por extensión cortical) |

Una provincia geológica o geomórfica es una entidad espacial con atributos geológicos o geomórficos comunes. Una provincia puede incluir un único elemento estructural dominante, como una cuenca o una zona de plegamiento, o una serie de elementos relacionados contiguos. Las provincias adyacentes pueden ser similares en estructura, pero pueden considerarse separadas debido a las diferentes historias.

## Provincias geológicas por origen
| Provincia          | Definición | Subcategorías                                                              | Ejemplos                                                                              |
| ------------------ | --- | -------------------------------------------------------------------------- | ------------------------------------------------------------------------------------- |
| Escudo             | Rocas ígneas y metamórficas cristalinas precámbricas expuestas que forman áreas tectónicamente estables                     |                                                                            | - Escudo Árabe-Nubia - Escudo Canadiense                                              |
| Plataforma         | Estrato sedimentario horizontal o suavemente tendido que cubre un zócalo de rocas ígneas o metamórficas                     | - Plataforma de carbonato                                                  |                                                                                       |
| Cadenas orogénicas | Formación lineal o en forma de arco donde la corteza continental se ha plegado, deformado y elevado para formar cordilleras | - Arco insular - Arco continental - Antearco                               |                                                                                       |
| Cuenca             | Formación de capas rocosas de baja altura formadas por deformación tectónica de estratos previamente horizontales           | - Cuencas cratógenas - Cuenca de antepaís - Cuenca sedimentaria            |                                                                                       |
| Provincias ígneas  | Acumulación de rocas ígneas, incluida roca líquida (intrusiva) o formaciones de roca volcánica (extrusiva)                  | - Provincia ígnea del Atlántico Norte - Grupo del basalto del río Columbia |                                                                                       |
| Corteza extendida  | Corteza continental adelgazada debido a la tensión extensional                                                              | - Margen pasivo - Rift                                                     | - Provincia geológica de Basin and Range - Provincia volcánica de la Cordillera Norte |

## Provincias geológicas por recursos

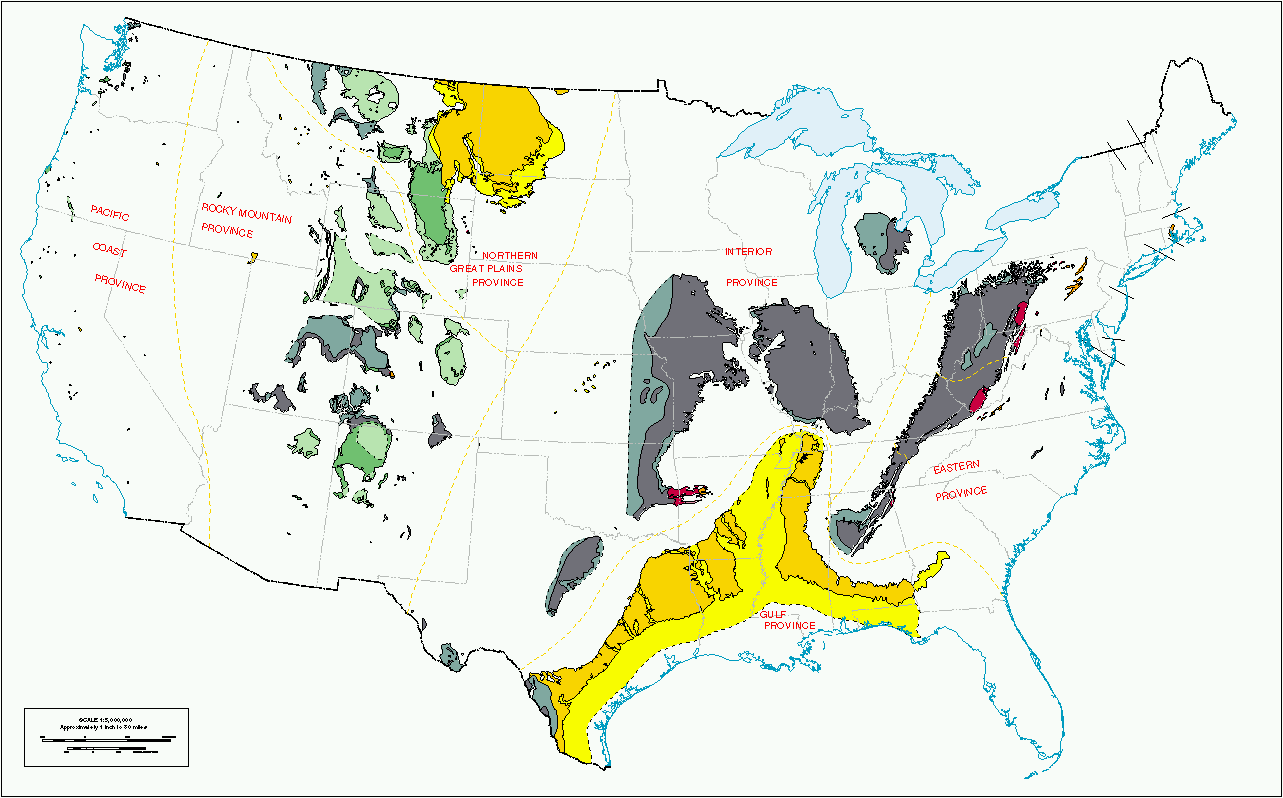
Regiones y provincias de carbón de EE. UU.

Algunos estudios clasifican las provincias en función de los recursos minerales, como los yacimientos minerales. Hay un gran número de provincias identificadas en todo el mundo para el petróleo y otros combustibles minerales, como la provincia del petróleo del Delta del Níger.